# Enrique López Eguiluz
Enrique López Eguiluz, conocido también como Enrique L. Eguiluz (22 de mayo de 1930 - 9 de mayo de 1997) fue un director de cine español. 
Dirigió, entre otras, La marca del hombre lobo, primera película española en la que Jacinto Molina, alias Paul Naschy, interpretó el personaje de Waldemar Daninsky.

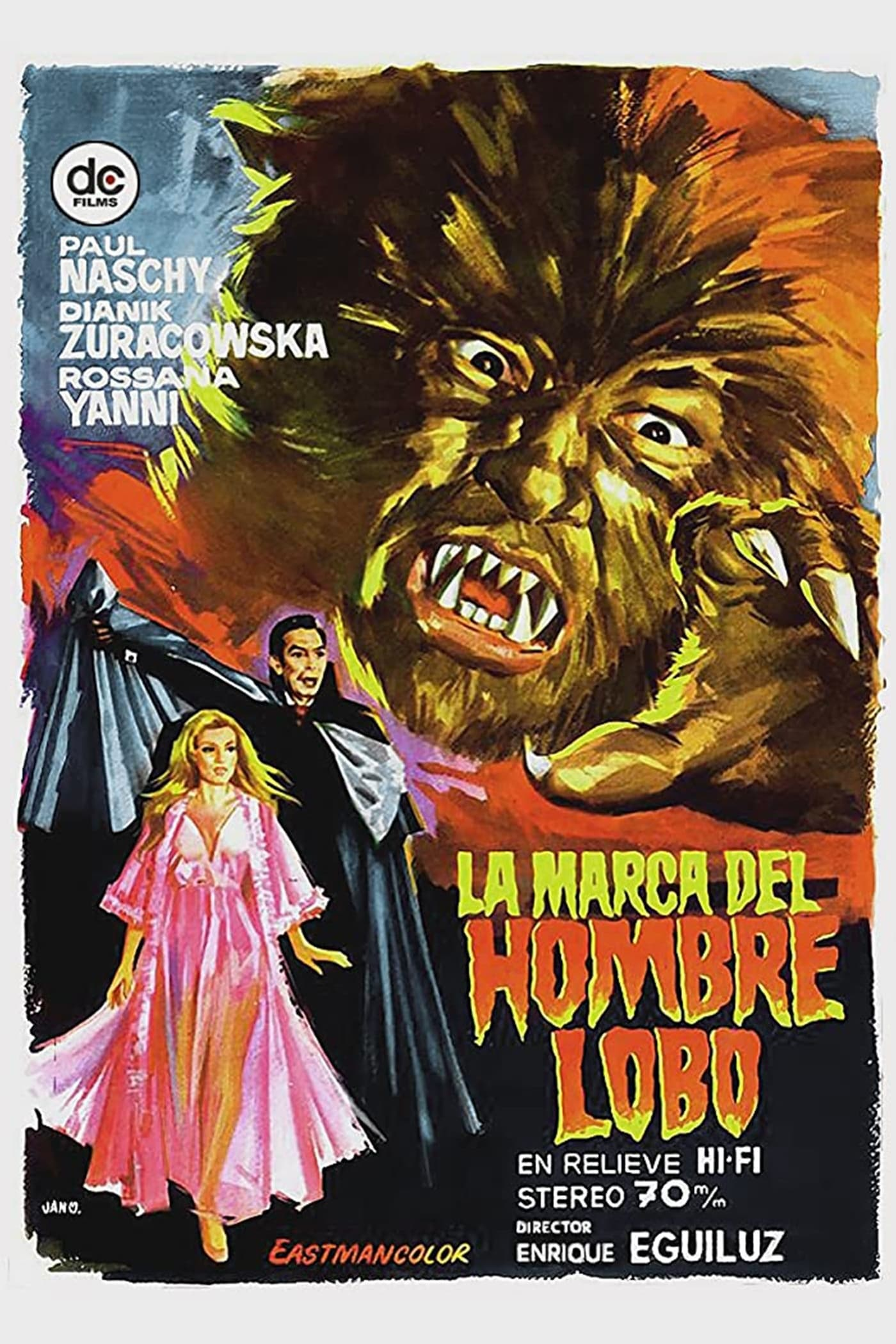
Cartel de ´La marca del hombre lobo´(1968)

## Filmografía como director
- 'El barril del amontillado', (1950)
- 'La pandilla', (1965)
- 'Pascualín', (1965)
- 'En Andalucía nació el amor', (1966)
- 'Chantaje a un asesino', (1966)
- 'Agonizando en el crimen', (1968)
- 'La marca del hombre lobo', (1968)
- 'Santos contra los asesinos de la mafia', (1969)
- 'Burgos', (1970)
- 'Covarrubias', (1971)
- 'Picos de Europa I', (1971)
- 'Picos de Europa II', (1971)
- 'Fernán González', (1971)
- 'Puenteareas', (1971)